# 허범산
허범산(許範山, 1989년 9월 14일 ~ )은 대한민국의 전직 축구 선수이다. 현역 시절 포지션은 미드필더였다.

## 클럽 경력
2012년 대전 하나 시티즌에 입단하였다. 3월 24일에 열린 인천 유나이티드와의 경기에서 데뷔골을 터뜨렸다.
2014년 1월 7일, 제주 유나이티드로 이적하였다. 입단 첫 해에는 단 1경기 교체 출전과 FA컵 2014 32강 선발 출전에 그쳤지만 이듬해인 2015년 제주에 새로운 감독인 조성환 감독이 부임한 이후에는 리그 16경기에 출전했다.
이후 2016년 1월 8일 강원 FC로 임대되었으며 1년간 활약하며 강원의 1부 리그 승격을 이끌었다.
2019 시즌을 앞두고 서울 이랜드 FC에 입단했으며 서울 이랜드의 첫 시즌에서 27경기 선발, 2경기 교체 출전을 하며 3도움을 기록하였다.
그리고 2020 시즌 여름 이적시장을 통해 K리그2의 FC 안양으로 임대 이적하였으며 안양에서 반 시즌 동안 활약하였다. 2020 시즌 이후인 2021년 2월 9일, 현역 은퇴를 선언했다.

## 수상

### 팀

#### 아산 무궁화
- K리그2 우승: 2018